# Agriomelissa
Agriomelissa là một chi bướm đêm thuộc họ Sesiidae.

## Các loài
- Agriomelissa aethiopica (Le Cerf, 1917)
- Agriomelissa amblyphaea (Hampson, 1919)
- Agriomelissa brevicornis (Aurivillius, 1905)
- Agriomelissa gypsospora  Meyrick, 1931
- Agriomelissa malagasy (Viette, 1982)
- Agriomelissa ursipes (Walker, 1856)
- Agriomelissa victrix (Le Cerf, 1916)